# OGC Nice
Olympique Gymnaste Club de Nice-Côte d'Azur, ili kraće OGC Nice je francuski nogometni klub iz Nice koji se trenutačno natječe u Ligue 1. 

## Povijest
OGC Nice je osnovan 1904. godine. Do sada su četiri puta osvajali francusko prvenstvo, posljednji put 1959. godine. Također su tri puta osvajali Francuski kup. Svoje domaće utakmice igraju na stadionu Municipal du Ray.

## Klupski uspjesi

### Domaći uspjesi
Ligue 1:
- Prvak (4): 1950./51., 1951./52., 1955./56., 1958./59.
- Drugi (3): 1968., 1973., 1976.

Coupe de France:
- Prvak (3): 1952, 1954, 1997.
- Finalist (1): 1978.

Francuski Liga kup:
- Finalist (1): 2006.

- Gambardella kup:
- Prvak (1): 2012.
- Finalist (2): 1981., 2002.

### Međunarodni uspjesi
Latinski kup:
- Finalist (1): 1952.

Kup Muhameda V:
- Finalist (1): 1976.

## Poznati igrači
| - Roberto Bisconti - Fernand Goyvaerts - Philippe Léonard - Marcel Aubour - Dominique Baratelli - Daniel Bravo - André Chorda - José Cobos - Dominique Colonna - Carlos Curbelo - Héctor de Bourgoing - Patrice Evra - Just Fontaine - Jean-Marc Guillou - Jean-Noël Huck - Roger Jouve - Jean Luciano - Roger Piantoni - Hervé Revelli - Loïc Rémy - Didier Digard | - Joseph Ujlaki - Bakari Koné - Ibrahim Touré - Emerse Faé - Yeso Amalfi - Ederson - Robby Langers - Mustapha El Haddaoui - Josep Samitier - Ricardo Zamora - Leif Eriksson - Lefter Küçükandonyadis - Nenad Bjeković - Nemanja Pejčinović - Josip Katalinski - Gustavo Vasallo - Fabian Monzon - Dario Cvitanich - David Ospina |

## Treneri
| - Anton Marek 1948. – 1949. - Émile Veinante 1949. – 1950. - Elie Rous 1950. - Numa Andoire 1950. – 1952. - Mario Zatelli 1952. – 1953. - George Berry 1953. – 1955. - Luis Carniglia 1955. – 1957. - Jean Luciano 1957. – 1962. - Numa Andoire 1962. – 1964. - Pancho Gonzales 1964. – 1969. - Rossi 1969. – 1970. - Jean Snella 1971. – 1974. - Vlatko Marković 1974. – 1976. - Jean-Marc Guillou 1976. – 1977. - Ferenc Kocsur "Ferry" 1978. - Albert Batteux 1979. - Vlatko Marković 1980. – 1981. - Marcel Domingo 1981. – 1982. - Jean Sérafin 1982. – 1987. - Nenad Bjeković 1987. – 1989. - Pierre Alonzo 1989. | - Carlos Bianchi 1989. – 1990. - Jean Fernandez srpanj 1990. - prosinac 1990. - Jean-Noël Huck prosinac 1990. – 1992. - Albert Emon 1992. – 1996. - Daniel Sanchez 1996. - Silvester Takač 1996. – 1997. - Michel Renquin 1997. – 1998. - Silvester Takač 1998. - Victor Zvunka 1998. – 1999. - Guy David 1999. – 2000. - Sandro Salvioni 2000. – 2002. - Gernot Rohr 2002. – 2005. - Gérard Buscher 2005. - Frédéric Antonetti 2005. – 2009. - Didier Ollé-Nicolle 2009. – 2010. - Eric Roy 2010.- prosinac 2011. - René Marsiglia prosinac 2011.- svibanj 2012. - Claude Puel svibanj 2012.-svibanj 2016. - Lucien Favre svibanj 2016.-lipanj 2018. - Patrick Vieira lipanj 2018.- |

## Vanjske poveznice
- Službena stranica (fr.)